# 巴巴尔普尔阿吉特马尔
巴巴尔普尔阿吉特马尔（Babarpur Ajitmal），是印度北方邦Auraiya县的一个城镇。总人口24550（2001年）。

## 人口
该地2001年总人口24550人，其中男性13062人，女性11488人；0—6岁人口3966人，其中男2097人，女1869人；识字率66.10%，其中男性为72.32%，女性为59.03%。